# Bufo acutirostris
Rhinella acutirostris là một loài cóc trong họ Bufonidae.
Loài này có ở Brasil, Colombia, Panama, và Venezuela.
Các môi trường sống tự nhiên của chúng là các khu rừng ẩm ướt đất thấp nhiệt đới hoặc cận nhiệt đới, đầm nước ngọt, và đầm nước ngọt có nước theo mùa.